# Sterling J. Nesbitt
Sterling J. Nesbitt (Mesa, 25 maart 1982) is een Amerikaanse paleontoloog die vooral bekend staat om zijn werk over de oorsprong en vroege evolutionaire patronen van Archosauria. Hij is momenteel universitair hoofddocent bij Virginia Tech in de afdeling geowetenschappen.

## Biografie
Sterling Nesbitt behaalde zijn B.A. in integratieve biologie met een minor in geologie van de University of California Berkeley in 2004. Hij promoveerde in 2009 aan de Columbia University en voltooide het grootste deel van zijn onderzoek in het American Museum of Natural History in New York. Vervolgens bekleedde hij postdoctorale onderzoeksfuncties aan de University of Texas in Austin, de University of Washington en het Field Museum. Hij is momenteel universitair hoofddocent (associate professor) bij de afdeling Geowetenschappen aan Virginia Tech in Blacksburg. Hij is ook een onderzoeksmedewerker/lid van het American Museum of Natural History, het Vertebrate Paleontology Lab aan de University of Texas in Austin, het Virginia Museum of Natural History, het North Carolina Museum of Natural Sciences en het National Museum of Natural History.
Nesbitt verschijnt in de 2007 IMAX-film Dinosaurs Alive! en de herwerkte 2008-versie van Walking With Dinosaurs op Discovery Channel.

## Academische bijdragen
Nesbitt heeft meer dan honderd publicaties in peer-reviewed tijdschriften op zijn naam staan met meer dan vijfduizend citaties (per Google Scholar) en talrijke artikelen in gezaghebbende wetenschappelijke tijdschriften, waaronder Current Biology, Earth-Science Reviewss, Nature, Proceedings of the National Academy of Sciences, Proceedings of the Royal Society of London B: Biological Sciences, Science en Scientific Reports.
Hieronder is een lijst van taxa die Nesbitt heeft bijgedragen aan de naamgeving:
| Jaar | Taxon                                      | Naamgevers                                                         |
| ---- | ------------------------------------------ | ------------------------------------------------------------------ |
| 2019 | Suskityrannus hazelae gen. et sp. nov.     | Nesbitt et al.                                                     |
| 2018 | Mandasuchus tanyauchen gen. et sp. nov.    | Butler, Nesbitt, Charig, Gower, & Barrett                          |
| 2017 | Avicranium renestoi gen. et sp. nov.       | Pritchard & Nesbitt                                                |
| 2017 | Teleocrater rhadinus gen. et sp. nov.      | Nesbitt et al.                                                     |
| 2016 | Litorosuchus somnii gen. et sp. nov.       | Li, Wu, Zhao, Nesbitt, Stocker, & Wang                             |
| 2016 | Triopticus primus gen. et sp. nov.         | Stocker, Nesbitt, Criswell, Parker, Witmer, Rowe, Ridgely, & Brown |
| 2016 | Vivaron haydeni gen. et sp. nov.           | Lessner, Stocker, Smith, Turner, Irmis, & Nesbitt                  |
| 2015 | Lepidus praecisio gen. et sp. nov.         | Nesbitt & Ezcurra                                                  |
| 2015 | Carnufex carolinensis gen. et sp. nov.     | Zanno, Drymala, Nesbitt, & Schneider                               |
| 2014 | Nundasuchus songeaensis gen. et sp. nov.   | Nesbitt, Sidor, Angielczyk, Smith, & Tsuji                         |
| 2013 | Lutungutali sitwensis gen. et sp. nov.     | Peecook, Sidor, Nesbitt, Smith, Steyer, & Angielczyk               |
| 2013 | Asperoris mnyama gen. et sp. nov.          | Nesbitt, Butler, & Gower                                           |
| 2012 | Nyasasaurus parringtoni gen. et sp. nov.   | Nesbitt, Barrett, Werning, Sidor, & Charig                         |
| 2011 | Diodorus scytobrachion gen. et sp. nov.    | Kammerer, Nesbitt, & Shubin                                        |
| 2011 | Albinykus baatar gen. et sp. nov.          | Nesbitt, Clarke, Turner, & Norell                                  |
| 2011 | Daemonosaurus chauliodus gen. et sp. nov.  | Sues, Nesbitt, Berman, & Henrici                                   |
| 2010 | Azendohsaurus madagaskarensis sp. nov.     | Flynn, Nesbitt, Parrish, Ranivoharimanana, & Wyss                  |
| 2010 | Aisilisaurus kongwe gen. et sp. nov.       | Nesbitt, Sidor, Irmis, Angielczyk, Smith, & Tsuji                  |
| 2009 | Limusaurus inextricabilis gen. et sp. nov. | Xu et al.                                                          |
| 2009 | Kol ghuva gen. et sp. nov.                 | Turner, Nesbitt, & Norell                                          |
| 2009 | Tawa hallae gen. et sp. nov.               | Nesbitt, Smith, Irmis, Turner, Downs, & Norell                     |
| 2007 | Effigia okeeffeae gen. et sp. nov.         | Nesbitt & Norell                                                   |
| 2005 | Redondavenator quayensis gen. et sp. nov.  | Nesbitt, Irmis, Lucas, & Hunt                                      |
| 2004 | Ammorhynchus navajoi gen. et sp. nov.      | Nesbitt & Whatley                                                  |